# Farmakognozija
Farmakognozija je veda o zdravilnih rastlinah (pridelavi, predelavi, kontroli kakovosti, uporabi) in zdravilih rastlinskega izvora (proizvodnji, kontroli kakovosti in uporabi).
Združuje znanja naslednjih področij:
- farmacevtske botanike - proučuje morfološke (oblika) in ekološke (rastišča) lastnosti zdravilnih rastlin,
- fitokemije - veda o rastlinskih snoveh, predvsem o rastlinskih sekundarnih metabolitih , kot so alkaloidi, glikozidi, fenoli in terpeni,
- fitoterapije - proučuje terapevtske učinke zdravilnih rastlin.